# Primera División C 2024
El campeonato de la Primera División C Profesional 2024 del fútbol paraguayo, fue la vigésimo séptima edición oficial de la Primera División C como Cuarta División, organizado por la Asociación Paraguaya de Fútbol.  El club Valois Rivarola terminó último en la tabla de promedios por lo que quedará desprogramado en la siguiente temporada. En la fecha 18 el club Sportivo Iteño logró su ascenso de manera anticipada y en la fecha 19 se coronó campeón. Así mismo en la última fecha el club Fulgencio Yegros logró su ascenso y se coronó subcampeón.
Fueron 12 los equipos que compiten en el campeonato.

## Sistema de competición
El modo de disputa se mantendría al igual que en las temporadas precedentes el de todos contra todos a partidos de ida y vuelta, es decir a dos rondas compuestas por 11 jornadas cada una con localía recíproca. Se consagrará campeón el equipo que acumule la mayor cantidad de puntos al término de las 22 fechas.
En caso de paridad de puntos entre dos contendientes, se define el título en un partido extra. De existir más de dos en disputa, se resuelve según los siguientes parámetros:
1) saldo de goles;
2) mayor cantidad de goles marcados;
3) mayor cantidad de goles marcados en condición de visitante;
4) sorteo.

## Producto de la clasificación
- El torneo coronará al 27.º campeón en la historia de la Primera División C.
- Tanto el campeón y el subcampeón obtendrán directamente su ascenso a la Tercera División.
- El último club en la tabla de promedios será desprogramado para la siguiente temporada.

## Ascensos y descensos
| Pos | Ascendidos a Tercera División |
| --- | ----------------------------- |
| 1.º | 12 de Octubre SD              |
| 2.º | Sport Colombia                |

| Pos  | Desprogramado por una temporada |
| ---- | ------------------------------- |
| 12.º | General Caballero CG            |

| Pos  | Descendidos de la Tercera División |
| ---- | ---------------------------------- |
| 16.º | Sportivo Iteño                     |
| 17.º | Humaitá                            |

| Pos | Desprogramado que retorna |
| --- | ------------------------- |
| 12° | Deportivo Pinozá          |

## Equipos participantes

### Localización
Los clubes están repartidos en dos mitades. La primera mitad está repartida por la capital del país y la segunda por el Departamento Central.
| Distrito capital/Departamento | Cantidad | Equipos |
| ----------------------------- | -------- | --- |
| Asunción                      | 6        | Sport Colonial, Atlético Juventud, Oriental, Valois Rivarola, Deportivo Pinozá, General Caballero ZC                                                    |
| Departamento Central          | 6        | Fulgencio Yegros (Ñemby); 1° de Marzo (Fernando de la Mora); Sportivo Iteño (Itá); Capitán Figari (Lambaré); Pilcomayo y Humaitá (Mariano Roque Alonso) |

### Información de equipos
Listado de los equipos que disputarán este torneo. El número de equipos participantes para esta temporada es de 12.
| Equipo               | Ciudad               | Estadio                 | Capacidad | Fundación               |
| 1° de Marzo          | Fernando de la Mora  | 1° de marzo             | 2.000     | 1 de marzo de 1963      |
| Sportivo Iteño       | Itá                  | Salvador Morga          | 4.500     | 1 de junio de 1924      |
| Atlético Juventud    | Asunción             | Genaro Azcurra          | 2.000     | 28 de agosto de 1920    |
| Capitán Figarí       | Lambaré              | Juan B. Ruíz Díaz       | 5.500     | 1 de marzo de 1931      |
| Fulgencio Yegros     | Ñemby                | Parque Fulgencio Yegros | 1.000     | 14 de mayo de 1924      |
| General Caballero ZC | Asunción             | Hugo Bogado Vaceque     | 5.000     | 6 de septiembre de 1918 |
| Humaitá              | Mariano Roque Alonso | Pioneros de Corumba Cué | 7.000     | 19 de febrero de 1932   |
| Oriental             | Asunción             | Oriental                | 1.800     | 12 de marzo de 1912     |
| Pilcomayo            | Mariano Roque Alonso | Agustín Báez            | 800       | 9 de junio de 1915      |
| Deportivo Pinozá     | Asunción             | Alfredo Stroessner      | 80        | 11 de enero de 1922     |
| Sport Colonial       | Asunción             | Celestino Mongelós      | 600       | 18 de enero de 1948     |
| Valois Rivarola      | Asunción             | Gregorio Sarubbi        | 500       | 12 de julio de 1936     |
| -------------------- | -------------------- | ----------------------- | --------- | ----------------------- |

## Clasificación
| Pos. | Equipo                | Pts. | PJ | G  | E | P  | GF | GC | Dif. | Clasificación 2024-25         |
| ---- | --------------------- | ---- | -- | -- | - | -- | -- | -- | ---- | ----------------------------- |
| 1    | Sportivo Iteño (A, C) | 52   | 22 | 16 | 4 | 2  | 43 | 12 | +31  | Ascendidos a Tercera División |
| 2    | Fulgencio Yegros (A)  | 43   | 22 | 13 | 4 | 5  | 31 | 17 | +14  | Ascendidos a Tercera División |
| 3    | Atlético Juventud     | 38   | 22 | 10 | 8 | 4  | 22 | 14 | +8   |                               |
| 4    | Oriental              | 35   | 22 | 10 | 5 | 7  | 35 | 34 | +1   |                               |
| 5    | General Caballero ZC  | 34   | 22 | 9  | 7 | 6  | 26 | 21 | +5   |                               |
| 6    | Sport Colonial        | 32   | 22 | 8  | 8 | 6  | 30 | 26 | +4   |                               |
| 7    | 1º de Marzo           | 27   | 22 | 7  | 6 | 9  | 33 | 36 | −3   |                               |
| 8    | Humaitá               | 26   | 22 | 6  | 8 | 8  | 25 | 28 | −3   |                               |
| 9    | Deportivo Pinozá      | 21   | 22 | 5  | 6 | 11 | 19 | 32 | −13  |                               |
| 10   | Pilcomayo             | 18   | 22 | 4  | 6 | 12 | 20 | 34 | −14  |                               |
| 11   | Valois Rivarola (D)   | 17   | 22 | 4  | 5 | 13 | 19 | 42 | −23  |                               |
| 12   | Capitán Figari        | 16   | 22 | 3  | 7 | 12 | 22 | 29 | −7   |                               |

Actualizado a los partidos jugados el 7 de octubre de 2024.
 Fuente: APF

## Evolución de la clasificación
| Equipo \ Jornada     | 01 | 02 | 03 | 04 | 05 | 06 | 07 | 08 | 09 | 10 | 11 | 12 | 13 | 14 | 15 | 16 | 17 | 18 | 19 | 20 | 21 | 22 |
| -------------------- | -- | -- | -- | -- | -- | -- | -- | -- | -- | -- | -- | -- | -- | -- | -- | -- | -- | -- | -- | -- | -- | -- |
| Deportivo Pinozá     | 5  | 6  | 7  | 8  | 9  | 11 | 12 | 12 | 12 | 12 | 12 | 12 | 12 | 12 | 12 | 10 | 10 | 9  | 9  | 9  | 9  | 9  |
| Humaitá              | 8  | 9  | 5  | 3  | 3  | 4  | 4  | 7  | 8  | 9  | 8  | 8  | 8  | 8  | 8  | 8  | 8  | 8  | 8  | 8  | 8  | 8  |
| Sportivo Iteño       | 2  | 3  | 1  | 1  | 2  | 1  | 1  | 1  | 1  | 1  | 1  | 1  | 1  | 1  | 1  | 1  | 1  | 1  | 1  | 1  | 1  | 1  |
| Sport Colonial       | 12 | 12 | 12 | 9  | 10 | 6  | 7  | 4  | 7  | 7  | 6  | 6  | 7  | 7  | 7  | 5  | 5  | 4  | 4  | 5  | 5  | 6  |
| Capitán Figari       | 7  | 8  | 10 | 6  | 7  | 8  | 9  | 9  | 10 | 8  | 10 | 10 | 10 | 10 | 10 | 11 | 11 | 11 | 11 | 12 | 12 | 12 |
| Valois Rivarola      | 1  | 1  | 2  | 4  | 5  | 9  | 10 | 10 | 11 | 11 | 11 | 11 | 11 | 11 | 11 | 12 | 12 | 12 | 12 | 11 | 11 | 11 |
| Oriental             | 4  | 7  | 9  | 11 | 8  | 10 | 8  | 6  | 4  | 5  | 5  | 3  | 3  | 3  | 3  | 3  | 3  | 3  | 3  | 4  | 4  | 4  |
| 1º de Marzo          | 3  | 4  | 4  | 7  | 4  | 3  | 5  | 8  | 6  | 4  | 4  | 5  | 4  | 4  | 4  | 7  | 6  | 7  | 7  | 7  | 7  | 7  |
| Atlético Juventud    | 10 | 10 | 6  | 5  | 6  | 5  | 6  | 5  | 5  | 6  | 7  | 7  | 6  | 6  | 6  | 6  | 4  | 5  | 5  | 3  | 3  | 3  |
| General Caballero ZC | 6  | 2  | 3  | 2  | 1  | 2  | 2  | 2  | 2  | 2  | 3  | 4  | 5  | 5  | 5  | 4  | 7  | 6  | 6  | 6  | 6  | 5  |
| Fulgencio Yegros     | 9  | 5  | 8  | 10 | 11 | 7  | 3  | 3  | 3  | 3  | 2  | 2  | 2  | 2  | 2  | 2  | 2  | 2  | 2  | 2  | 2  | 2  |
| Pilcomayo            | 11 | 11 | 11 | 12 | 12 | 12 | 11 | 11 | 9  | 10 | 9  | 9  | 9  | 9  | 9  | 9  | 9  | 10 | 10 | 10 | 10 | 10 |

Notas:
* Indica la posición del equipo con un partido pendiente.
| Campeón y Subcampeón | Ascendidos a Tercera División. |

## Fixture
- Los horarios son correspondientes a la hora local de verano (UTC-3) y horario estándar (UTC-4), Asunción, Paraguay.

### Primera vuelta
| Fecha 1              | Fecha 1   | Fecha 1           | Fecha 1                 | Fecha 1   | Fecha 1 |
| Local                | Resultado | Visitante         | Estadio                 | Día       | Hora    |
| -------------------- | --------- | ----------------- | ----------------------- | --------- | ------- |
| 1° de Marzo          | 2 – 1     | Humaitá           | 1° de Marzo             | 5 de mayo | 10:00   |
| Valois Rivarola      | 3 – 1     | Pilcomayo         | Gregorio Sarubbi        | 5 de mayo | 15:30   |
| Sportivo Iteño       | 2 – 0     | Sport Colonial    | Salvador Morga          | 5 de mayo | 15:30   |
| General Caballero ZC | 1 – 0     | Atlético Juventud | Hugo Bogado Vaceque     | 5 de mayo | 15:30   |
| Fulgencio Yegros     | 0 – 1     | Deportivo Pinozá  | Parque Fulgencio Yegros | 7 de mayo | 10:00   |
| Oriental             | 2 – 1     | Capitán Figari    | Gregorio Sarubbi        | 7 de mayo | 15:30   |

| Fecha 2              | Fecha 2   | Fecha 2          | Fecha 2                 | Fecha 2    | Fecha 2 |
| Local                | Resultado | Visitante        | Estadio                 | Día        | Hora    |
| -------------------- | --------- | ---------------- | ----------------------- | ---------- | ------- |
| Pilcomayo            | 2 – 2     | 1° de Marzo      | Ricardo Gregor          | 10 de mayo | 15:00   |
| Atlético Juventud    | 1 – 1     | Sportivo Iteño   | Genaro Azcurra          | 11 de mayo | 15:00   |
| Sport Colonial       | 0 – 3     | Fulgencio Yegros | Don Celestino Mongelós  | 11 de mayo | 15:00   |
| Deportivo Pinozá     | 0 – 1     | Valois Rivarola  | Parque Fulgencio Yegros | 11 de mayo | 15:00   |
| Humaitá              | 1 – 1     | Capitán Figari   | Pioneros de Corumba Cué | 11 de mayo | 15:00   |
| General Caballero ZC | 2 – 0     | Oriental         | Hugo Bogado Vaceque     | 12 de mayo | 10:00   |

| Fecha 3          | Fecha 3   | Fecha 3              | Fecha 3                    | Fecha 3    | Fecha 3 |
| Local            | Resultado | Visitante            | Estadio                    | Día        | Hora    |
| ---------------- | --------- | -------------------- | -------------------------- | ---------- | ------- |
| Capitán Figari   | 1 – 1     | Pilcomayo            | Juan B. Ruiz Díaz          | 19 de mayo | 15:00   |
| 1° de Marzo      | 1 – 1     | Deportivo Pinozá     | 1° de Marzo                | 19 de mayo | 15:00   |
| Valois Rivarola  | 1 – 1     | Sport Colonial       | Gregorio Sarubbi           | 19 de mayo | 15:00   |
| Fulgencio Yegros | 0 – 2     | Atlético Juventud    | Parque Fulgencio Yegros    | 19 de mayo | 15:00   |
| Sportivo Iteño   | 2 – 1     | General Caballero ZC | Salvador Morga             | 19 de mayo | 15:00   |
| Oriental         | 3 – 6     | Humaitá              | Lic. Erico Galeano Segovia | 20 de mayo | 14:30   |

| Fecha 4              | Fecha 4   | Fecha 4          | Fecha 4                    | Fecha 4    | Fecha 4 |
| Local                | Resultado | Visitante        | Estadio                    | Día        | Hora    |
| -------------------- | --------- | ---------------- | -------------------------- | ---------- | ------- |
| Atlético Juventud    | 1 – 0     | Valois Rivarola  | Lic. Erico Galeano Segovia | 24 de mayo | 14:30   |
| Deportivo Pinozá     | 1 – 3     | Capitán Figari   | Alfredo Stroessner         | 25 de mayo | 15:00   |
| Sport Colonial       | 2 – 1     | 1° de Marzo      | Don Celestino Mongelós     | 25 de mayo | 15:00   |
| Sportivo Iteño       | 3 – 0     | Oriental         | Salvador Morga             | 26 de mayo | 10:00   |
| Pilcomayo            | 0 – 3     | Humaitá          | Agustín Báez               | 26 de mayo | 15:00   |
| General Caballero ZC | 1 – 0     | Fulgencio Yegros | Hugo Bogado Vaceque        | 26 de mayo | 15:00   |

| Fecha 5          | Fecha 5   | Fecha 5              | Fecha 5                 | Fecha 5    | Fecha 5 |
| Local            | Resultado | Visitante            | Estadio                 | Día        | Hora    |
| ---------------- | --------- | -------------------- | ----------------------- | ---------- | ------- |
| Oriental         | 1 – 0     | Pilcomayo            | Gregorio Sarubbi        | 1 de junio | 15:00   |
| Capitán Figari   | 1 – 1     | Sport Colonial       | Juan B. Ruíz Díaz       | 2 de junio | 10:00   |
| Humaitá          | 0 – 0     | Deportivo Pinozá     | Pioneros de Corumba Cué | 2 de junio | 15:00   |
| 1.º de Marzo     | 2 – 0     | Atlético Juventud    | 1° de Marzo             | 2 de junio | 15:00   |
| Valois Rivarola  | 1 – 2     | General Caballero ZC | Gregorio Sarubbi        | 2 de junio | 15:00   |
| Fulgencio Yegros | 1 – 1     | Sportivo Iteño       | Parque Fulgencio Yegros | 3 de junio | 14:30   |

| Fecha 6              | Fecha 6   | Fecha 6         | Fecha 6                 | Fecha 6    | Fecha 6 |
| Local                | Resultado | Visitante       | Estadio                 | Día        | Hora    |
| -------------------- | --------- | --------------- | ----------------------- | ---------- | ------- |
| General Caballero ZC | 1 – 1     | 1.º de Marzo    | Ricardo Gregor          | 7 de junio | 14:30   |
| Sport Colonial       | 3 – 0     | Humaitá         | Don Celestino Mongelós  | 8 de junio | 15:00   |
| Deportivo Pinozá     | 1 – 2     | Pilcomayo       | Alfredo Stroessner      | 8 de junio | 15:00   |
| Sportivo Iteño       | 3 – 0     | Valois Rivarola | Salvador Morga          | 9 de junio | 10:00   |
| Fulgencio Yegros     | 5 – 1     | Oriental        | Parque Fulgencio Yegros | 9 de junio | 15:00   |
| Atlético Juventud    | 1 – 1     | Capitán Figari  | Genaro Azcurra          | 9 de junio | 15:00   |

| Fecha 7         | Fecha 7   | Fecha 7              | Fecha 7              | Fecha 7     | Fecha 7 |
| Local           | Resultado | Visitante            | Estadio              | Día         | Hora    |
| --------------- | --------- | -------------------- | -------------------- | ----------- | ------- |
| 1.º de Marzo    | 0 – 2     | Sportivo Iteño       | 1° de Marzo          | 15 de junio | 10:00   |
| Pilcomayo       | 1 – 1     | Sport Colonial       | Agustín Báez         | 15 de junio | 15:00   |
| Capitán Figari  | 0 – 0     | General Caballero ZC | Juan B. Ruíz Díaz    | 15 de junio | 15:00   |
| Oriental        | 1 – 0     | Deportivo Pinozá     | Gregorio Sarubbi     | 15 de junio | 15:00   |
| Valois Rivarola | 0 – 1     | Fulgencio Yegros     | Gregorio Sarubbi     | 16 de junio | 15:00   |
| Humaitá         | 1 – 1     | Atlético Juventud    | Luis Salinas Tanasio | 17 de junio | 14:30   |

| Fecha 8              | Fecha 8   | Fecha 8          | Fecha 8                   | Fecha 8     | Fecha 8 |
| Local                | Resultado | Visitante        | Estadio                   | Día         | Hora    |
| -------------------- | --------- | ---------------- | ------------------------- | ----------- | ------- |
| Sportivo Iteño       | 2 – 0     | Capitán Figari   | Presbítero Manuel Gamarra | 21 de junio | 14:30   |
| Sport Colonial       | 3 – 0     | Deportivo Pinozá | Don Celestino Mongelós    | 22 de junio | 15:00   |
| Valois Rivarola      | 1 – 4     | Oriental         | Gregorio Sarubbi          | 22 de junio | 15:00   |
| Fulgencio Yegros     | 1 – 0     | 1.º de Marzo     | Parque Fulgencio Yegros   | 23 de junio | 15:00   |
| General Caballero ZC | 1 – 0     | Humaitá          | Hugo Bogado Vaceque       | 23 de junio | 15:00   |
| Atlético Juventud    | 2 – 1     | Pilcomayo        | Genaro Azcurra            | 23 de junio | 15:00   |

| Fecha 9          | Fecha 9   | Fecha 9              | Fecha 9                    | Fecha 9     | Fecha 9 |
| Local            | Resultado | Visitante            | Estadio                    | Día         | Hora    |
| ---------------- | --------- | -------------------- | -------------------------- | ----------- | ------- |
| Deportivo Pinozá | 0 – 0     | Atlético Juventud    | Alfredo Stroessner         | 29 de junio | 15:00   |
| Pilcomayo        | 2 – 1     | General Caballero ZC | Agustín Báez               | 30 de junio | 15:00   |
| Humaitá          | 0 – 3     | Sportivo Iteño       | Pioneros de Corumba Cué    | 30 de junio | 15:00   |
| Capitán Figari   | 0 – 1     | Fulgencio Yegros     | Juan B. Ruiz Díaz          | 30 de junio | 15:00   |
| 1.º de Marzo     | 3 – 2     | Valois Rivarola      | 1° de Marzo                | 30 de junio | 15:00   |
| Oriental         | 2 – 0     | Sport Colonial       | Lic. Erico Galeano Segovia | 1 de julio  | 10:00   |

| Fecha 10             | Fecha 10  | Fecha 10         | Fecha 10                   | Fecha 10    | Fecha 10 |
| Local                | Resultado | Visitante        | Estadio                    | Día         | Hora     |
| -------------------- | --------- | ---------------- | -------------------------- | ----------- | -------- |
| Valois Rivarola      | 2 – 2     | Capitán Figari   | Lic. Erico Galeano Segovia | 5 de julio  | 10:00    |
| Fulgencio Yegros     | 2 – 1     | Humaitá          | Parque Fulgencio Yegros    | 7 de julio  | 14:30    |
| Sportivo Iteño       | 1 – 0     | Pilcomayo        | Salvador Morga             | 7 de julio  | 14:30    |
| General Caballero ZC | 1 – 0     | Deportivo Pinozá | Hugo Bogado Vaceque        | 7 de julio  | 14:30    |
| Atlético Juventud    | 0 – 0     | Sport Colonial   | Genaro Azcurra             | 7 de julio  | 14:30    |
| 1.º de Marzo         | 3 – 2     | Oriental         | 1° de Marzo                | 10 de julio | 15:00    |

| Fecha 11         | Fecha 11  | Fecha 11             | Fecha 11                | Fecha 11    | Fecha 11 |
| Local            | Resultado | Visitante            | Estadio                 | Día         | Hora     |
| ---------------- | --------- | -------------------- | ----------------------- | ----------- | -------- |
| Capitán Figari   | 2 – 3     | 1.º de Marzo         | Juan B. Ruíz Díaz       | 13 de julio | 15:00    |
| Pilcomayo        | 1 – 1     | Fulgencio Yegros     | Agustín Báez            | 14 de julio | 15:00    |
| Humaitá          | 0 – 0     | Valois Rivarola      | Pioneros de Corumba Cué | 14 de julio | 15:00    |
| Deportivo Pinozá | 0 – 4     | Sportivo Iteño       | Parque Fulgencio Yegros | 14 de julio | 15:00    |
| Sport Colonial   | 1 – 0     | General Caballero ZC | Parque Fulgencio Yegros | 15 de julio | 14:30    |
| Oriental         | 1 – 0     | Atlético Juventud    | Gregorio Sarubbi        | 17 de julio | 14:30    |

### Segunda vuelta
| Fecha 12          | Fecha 12  | Fecha 12             | Fecha 12                | Fecha 12    | Fecha 12 |
| Local             | Resultado | Visitante            | Estadio                 | Día         | Hora     |
| ----------------- | --------- | -------------------- | ----------------------- | ----------- | -------- |
| Deportivo Pinozá  | 0 – 1     | Fulgencio Yegros     | Jardines del Kelito     | 26 de julio | 14:30    |
| Sport Colonial    | 2 – 2     | Sportivo Iteño       | Don Celestino Mongelós  | 27 de julio | 15:00    |
| Capitán Figari    | 2 – 3     | Oriental             | Juan B. Ruíz Díaz       | 27 de julio | 15:00    |
| Humaitá           | 2 – 1     | 1.º de Marzo         | Pioneros de Corumba Cué | 28 de julio | 15:00    |
| Pilcomayo         | 1 – 0     | Valois Rivarola      | Agustín Báez            | 28 de julio | 15:00    |
| Atlético Juventud | 1 – 0     | General Caballero ZC | Genaro Azcurra          | 28 de julio | 15:00    |

| Fecha 13         | Fecha 13  | Fecha 13             | Fecha 13                | Fecha 13    | Fecha 13 |
| Local            | Resultado | Visitante            | Estadio                 | Día         | Hora     |
| ---------------- | --------- | -------------------- | ----------------------- | ----------- | -------- |
| Oriental         | 1 – 1     | General Caballero ZC | Gregorio Sarubbi        | 2 de agosto | 15:00    |
| Capitán Figari   | 3 – 0     | Humaitá              | Juan B. Ruiz Díaz       | 4 de agosto | 10:00    |
| Fulgencio Yegros | 2 – 0     | Sport Colonial       | Parque Fulgencio Yegros | 4 de agosto | 15:00    |
| Valois Rivarola  | 0 – 0     | Deportivo Pinozá     | Gregorio Sarubbi        | 4 de agosto | 15:00    |
| 1.º de Marzo     | 3 – 1     | Pilcomayo            | 1° de Marzo             | 4 de agosto | 15:00    |
| Sportivo Iteño   | 1 – 0     | Atlético Juventud    | Salvador Morga          | 5 de agosto | 14:30    |

| Fecha 14             | Fecha 14  | Fecha 14         | Fecha 14                | Fecha 14     | Fecha 14 |
| Local                | Resultado | Visitante        | Estadio                 | Día          | Hora     |
| -------------------- | --------- | ---------------- | ----------------------- | ------------ | -------- |
| General Caballero ZC | 1 – 2     | Sportivo Iteño   | Jardines del Kelito     | 9 de agosto  | 14:30    |
| Sport Colonial       | 4 – 2     | Valois Rivarola  | Don Celestino Mongelós  | 9 de agosto  | 15:00    |
| Deportivo Pinozá     | 3 – 2     | 1.º de Marzo     | Alfredo Stroessner      | 10 de agosto | 15:00    |
| Humaitá              | 2 – 0     | Oriental         | Pioneros de Corumba Cué | 11 de agosto | 15:00    |
| Pilcomayo            | 1 – 0     | Capitán Figari   | Agustín Báez            | 11 de agosto | 15:00    |
| Atlético Juventud    | 2 – 0     | Fulgencio Yegros | Genaro Azcurra          | 11 de agosto | 15:00    |

| Fecha 15         | Fecha 15  | Fecha 15             | Fecha 15                | Fecha 15     | Fecha 15 |
| Local            | Resultado | Visitante            | Estadio                 | Día          | Hora     |
| ---------------- | --------- | -------------------- | ----------------------- | ------------ | -------- |
| 1.º de Marzo     | 1 – 1     | Sport Colonial       | Jardines del Kelito     | 16 de agosto | 14:30    |
| Capitán Figari   | 1 – 1     | Deportivo Pinozá     | Juan B. Ruíz Díaz       | 17 de agosto | 15:00    |
| Humaitá          | 1 – 0     | Pilcomayo            | Pioneros de Corumba Cué | 17 de agosto | 15:00    |
| Oriental         | 1 – 0     | Sportivo Iteño       | Gregorio Sarubbi        | 17 de agosto | 15:00    |
| Valois Rivarola  | 1 – 1     | Atlético Juventud    | Gregorio Sarubbi        | 18 de agosto | 15:00    |
| Fulgencio Yegros | 1 – 1     | General Caballero ZC | Parque Fulgencio Yegros | 18 de agosto | 15:00    |

| Fecha 16             | Fecha 16  | Fecha 16         | Fecha 16               | Fecha 16     | Fecha 16 |
| Local                | Resultado | Visitante        | Estadio                | Día          | Hora     |
| -------------------- | --------- | ---------------- | ---------------------- | ------------ | -------- |
| Sport Colonial       | 2 – 0     | Capitán Figari   | Don Celestino Mongelós | 24 de agosto | 10:00    |
| Deportivo Pinozá     | 1 – 0     | Humaitá          | Alfredo Stroessner     | 24 de agosto | 15:00    |
| Pilcomayo            | 1 – 1     | Oriental         | Agustín Báez           | 25 de agosto | 15:00    |
| Atlético Juventud    | 2 – 1     | 1.º de Marzo     | Genaro Azcurra         | 25 de agosto | 15:00    |
| General Caballero ZC | 1 – 0     | Valois Rivarola  | Hugo Bogado Vaceque    | 25 de agosto | 15:00    |
| Sportivo Iteño       | 1 – 2     | Fulgencio Yegros | Salvador Morga         | 26 de agosto | 14:30    |

| Fecha 17        | Fecha 17  | Fecha 17             | Fecha 17                | Fecha 17        | Fecha 17 |
| Local           | Resultado | Visitante            | Estadio                 | Día             | Hora     |
| --------------- | --------- | -------------------- | ----------------------- | --------------- | -------- |
| Capitán Figari  | 0 – 1     | Atlético Juventud    | Juan B. Ruiz Díaz       | 31 de agosto    | 10:00    |
| Valois Rivarola | 0 – 5     | Sportivo Iteño       | Gregorio Sarubbi        | 31 de agosto    | 15:00    |
| Oriental        | 2 – 0     | Fulgencio Yegros     | Gregorio Sarubbi        | 1 de septiembre | 15:00    |
| 1.º de Marzo    | 3 – 2     | General Caballero ZC | 1° de Marzo             | 1 de septiembre | 15:00    |
| Humaitá         | 1 – 1     | Sport Colonial       | Pioneros de Corumba Cué | 1 de septiembre | 15:00    |
| Pilcomayo       | 1 – 2     | Deportivo Pinozá     | Agustín Báez            | 1 de septiembre | 15:00    |

| Fecha 18             | Fecha 18  | Fecha 18        | Fecha 18                | Fecha 18        | Fecha 18 |
| Local                | Resultado | Visitante       | Estadio                 | Día             | Hora     |
| -------------------- | --------- | --------------- | ----------------------- | --------------- | -------- |
| Sportivo Iteño       | 2 – 1     | 1.º de Marzo    | Salvador Morga          | 5 de septiembre | 15:00    |
| Sport Colonial       | 3 – 0     | Pilcomayo       | Don Celestino Mongelós  | 6 de septiembre | 15:00    |
| Deportivo Pinozá     | 4 – 2     | Oriental        | Alfredo Stroessner      | 7 de septiembre | 15:00    |
| Atlético Juventud    | 1 – 1     | Humaitá         | Genaro Azcurra          | 8 de septiembre | 15:00    |
| General Caballero ZC | 2 – 1     | Capitán Figari  | Hugo Bogado Vaceque     | 8 de septiembre | 15:00    |
| Fulgencio Yegros     | 3 – 0     | Valois Rivarola | Parque Fulgencio Yegros | 9 de septiembre | 14:30    |

| Fecha 19         | Fecha 19  | Fecha 19             | Fecha 19                | Fecha 19         | Fecha 19 |
| Local            | Resultado | Visitante            | Estadio                 | Día              | Hora     |
| ---------------- | --------- | -------------------- | ----------------------- | ---------------- | -------- |
| Oriental         | 5 – 0     | Valois Rivarola      | Jardines del Kelito     | 13 de septiembre | 14:30    |
| Deportivo Pinozá | 1 – 2     | Sport Colonial       | Alfredo Stroessner      | 14 de septiembre | 15:00    |
| 1.º de Marzo     | 1 – 1     | Fulgencio Yegros     | 1° de Marzo             | 15 de septiembre | 15:00    |
| Capitán Figari   | 0 – 1     | Sportivo Iteño (C)   | Juan B. Ruiz Díaz       | 15 de septiembre | 15:00    |
| Humaitá          | 0 – 0     | General Caballero ZC | Pioneros de Corumba Cué | 15 de septiembre | 15:00    |
| Pilcomayo        | 0 – 1     | Atlético Juventud    | Agustín Báez            | 15 de septiembre | 15:00    |

| Fecha 20             | Fecha 20  | Fecha 20         | Fecha 20                | Fecha 20         | Fecha 20 |
| Local                | Resultado | Visitante        | Estadio                 | Día              | Hora     |
| -------------------- | --------- | ---------------- | ----------------------- | ---------------- | -------- |
| Sportivo Iteño       | 1 – 1     | Humaitá          | Salvador Morga          | 21 de septiembre | 15:00    |
| Valois Rivarola      | 3 – 1     | 1.º de Marzo     | Gregorio Sarubbi        | 21 de septiembre | 15:00    |
| General Caballero ZC | 2 – 2     | Pilcomayo        | Hugo Bogado Vaceque     | 22 de septiembre | 15:00    |
| Atlético Juventud    | 3 – 1     | Deportivo Pinozá | Genaro Azcurra          | 22 de septiembre | 15:00    |
| Fulgencio Yegros     | 1 – 0     | Capitán Figari   | Parque Fulgencio Yegros | 22 de septiembre | 15:00    |
| Sport Colonial       | 2 – 2     | Oriental         | Jardines del Kelito     | 23 de septiembre | 14:30    |

| Fecha 21         | Fecha 21  | Fecha 21             | Fecha 21                     | Fecha 21         | Fecha 21 |
| Local            | Resultado | Visitante            | Estadio                      | Día              | Hora     |
| ---------------- | --------- | -------------------- | ---------------------------- | ---------------- | -------- |
| Pilcomayo        | 1 – 2     | Sportivo Iteño       | Isidro Roussillón Pascottini | 27 de septiembre | 14:30    |
| Sport Colonial   | 0 – 1     | Atlético Juventud    | Don Celestino Mongelós       | 28 de septiembre | 10:00    |
| Oriental         | 0 – 0     | 1.º de Marzo         | Gregorio Sarubbi             | 28 de septiembre | 15:00    |
| Deportivo Pinozá | 2 – 2     | General Caballero ZC | Alfredo Stroessner           | 28 de septiembre | 15:00    |
| Capitán Figari   | 0 – 1     | Valois Rivarola      | Juan B. Ruiz Díaz            | 29 de septiembre | 15:00    |
| Humaitá          | 1 – 3     | Fulgencio Yegros     | Pioneros de Corumba Cué      | 29 de septiembre | 15:00    |

| Fecha 22             | Fecha 22  | Fecha 22         | Fecha 22                | Fecha 22     | Fecha 22 |
| Local                | Resultado | Visitante        | Estadio                 | Día          | Hora     |
| -------------------- | --------- | ---------------- | ----------------------- | ------------ | -------- |
| Valois Rivarola      | 1 – 3     | Humaitá          | Gregorio Sarubbi        | 5 de octubre | 15:00    |
| 1.º de Marzo         | 1 – 3     | Capitán Figari   | 1° de Marzo             | 6 de octubre | 10:00    |
| General Caballero ZC | 3 – 1     | Sport Colonial   | Hugo Bogado Vaceque     | 6 de octubre | 15:00    |
| Sportivo Iteño       | 2 – 0     | Deportivo Pinozá | Salvador Morga          | 6 de octubre | 15:00    |
| Atlético Juventud    | 1 – 1     | Oriental         | Ricardo Gregor          | 7 de octubre | 10:00    |
| Fulgencio Yegros     | 2 – 1     | Pilcomayo        | Parque Fulgencio Yegros | 7 de octubre | 10:00    |

### Resultados
| Local \ Visitante    | PIL | HUM | CGC | CAJ | 1MA | PIN | ORI | SVR | FIG | FUL | SCO | ITE |
| -------------------- | --- | --- | --- | --- | --- | --- | --- | --- | --- | --- | --- | --- |
| Pilcomayo            |     | 0–3 | 2–1 | 0–1 | 2–2 | 1–2 | 1–1 | 1–0 | 1–0 | 1–1 | 1–1 | 1–2 |
| Humaitá              | 1–0 |     | 0–0 | 1–1 | 2–1 | 0–0 | 2–0 | 0–0 | 1–1 | 1–3 | 1–1 | 0–3 |
| General Caballero ZC | 2–2 | 1–0 |     | 1–0 | 1–1 | 1–0 | 2–0 | 1–0 | 2–1 | 1–0 | 3–1 | 1–2 |
| Atlético Juventud    | 2–1 | 1–1 | 1–0 |     | 2–1 | 3–1 | 1–1 | 1–0 | 1–1 | 2–0 | 0–0 | 1–1 |
| 1.º de Marzo         | 3–1 | 2–1 | 3–2 | 2–0 |     | 1–1 | 3–2 | 3–2 | 1–3 | 1–1 | 1–1 | 0–2 |
| Deportivo Pinozá     | 1–2 | 1–0 | 2–2 | 0–0 | 3–2 |     | 4–2 | 0–1 | 1–3 | 0–1 | 1–2 | 0–4 |
| Oriental             | 1–0 | 3–6 | 1–1 | 1–0 | 0–0 | 1–0 |     | 5–0 | 2–1 | 2–0 | 2–0 | 1–0 |
| Valois Rivarola      | 3–1 | 1–3 | 1–2 | 1–1 | 3–1 | 0–0 | 1–4 |     | 2–2 | 0–1 | 1–1 | 0–5 |
| Capitán Figari       | 1–1 | 3–0 | 0–0 | 0–1 | 2–3 | 1–1 | 2–3 | 0–1 |     | 0–1 | 1–1 | 0–1 |
| Fulgencio Yegros     | 2–1 | 2–1 | 1–1 | 0–2 | 1–0 | 0–1 | 5–1 | 3–0 | 1–0 |     | 2–0 | 1–1 |
| Sport Colonial       | 3–0 | 3–0 | 1–0 | 0–1 | 2–1 | 3–0 | 2–2 | 4–2 | 2–0 | 0–3 |     | 2–2 |
| Sportivo Iteño       | 1–0 | 1–1 | 2–1 | 1–0 | 2–1 | 2–0 | 3–0 | 3–0 | 2–0 | 1–2 | 2–0 |     |

## Campeón
|                            |
| Sportivo Iteño 1.er título |

## Puntaje promedio
El promedio de puntos de un club es el cociente que se obtiene de la división de su puntaje acumulado en las últimas tres temporadas en la división, por la cantidad de partidos que haya jugado durante dicho período. Este determina, al final de cada temporada, al equipo que será desprogramado por un año.
| Pos. | Equipo               | Prom. | Pts. | PJ | '22 | '23 | '24 |
| ---- | -------------------- | ----- | ---- | -- | --- | --- | --- |
| 1º   | Sportivo Iteño       | 2.364 | 52   | 22 | -   | -   | 52  |
| 2º   | Fulgencio Yegros     | 1.705 | 75   | 44 | -   | 32  | 43  |
| 3º   | General Caballero ZC | 1.682 | 74   | 44 | -   | 40  | 34  |
| 4º   | Oriental             | 1.409 | 93   | 66 | 28  | 30  | 35  |
| 5º   | Sport Colonial       | 1.258 | 83   | 66 | 26  | 25  | 32  |
| 6º   | Pilcomayo            | 1.227 | 81   | 66 | 40  | 23  | 18  |
| 7º   | Atlético Juventud    | 1.182 | 78   | 66 | 17  | 23  | 38  |
| 8º   | Deportivo Humaitá    | 1.182 | 26   | 22 | -   | -   | 26  |
| 9º   | 1° de Marzo          | 1.167 | 77   | 66 | 33  | 17  | 27  |
| 10º  | Capitán Figari       | 1.068 | 47   | 44 | -   | 31  | 16  |
| 11º  | Deportivo Pinozá     | 0.955 | 21   | 22 | -   | -   | 21  |
| 12º  | Valois Rivarola      | 0.848 | 56   | 66 | 17  | 22  | 17  |

     En zona de desprogramación por un año.

## Goleadores
| Pos. | Jugador           | Club              | Goles |
| ---- | ----------------- | ----------------- | ----- |
| 1    | Juan Alfonso      | Oriental          | 12    |
| 2    | Dani Cáceres      | Sportivo Iteño    | 8     |
| 3    | Erson Álvarez     | Fulgencio Yegros  | 7     |
| 4    | Fernando Páez     | Fulgencio Yegros  | 7     |
| 5    | Isías Velázquez   | Atlético Juventud | 7     |
| 6    | Jesús Martínez    | Oriental          | 7     |
| 7    | Carlos Neumann    | Deportivo Pinozá  | 7     |
| 8    | Fabián Cubilla    | Sport Colonial    | 6     |
| 9    | Rodrigo Alvarenga | Sportivo Iteño    | 6     |
| 10   | Néstor Cáceres    | Sportivo Iteño    | 6     |
| 11   | Ángel Benítez     | Valois Rivarola   | 6     |
| 12   | Tobías Acosta     | Capitán Figari    | 5     |